# Glochidion macrosepalum
Glochidion macrosepalum är en emblikaväxtart som beskrevs av Takahide Hosokawa. Glochidion macrosepalum ingår i släktet Glochidion och familjen emblikaväxter. Inga underarter finns listade i Catalogue of Life.